# Gustaf Duncan
Gustaf Duncan, född 1676, död 1741, var en svensk militär. Han var far till Niclas Gustaf Duncan.
Gustaf Duncan var son till assessorn i Dorpats hovrätt Nicolaus Olai Dunkan. Han var student vid Dorpats universitet 1694-1698 och studerade då bland annat juridik, och skaffade sig omfattande språkkunskaper. Hans modersmål var svenska men han var kunnig i såväl finska som estniska, tyska och ryska. 1699 blev han kretsnotarie under Erik Dahlbergh över dorpatska kretsen. Han kommenderades i februari 1700 till Fellin för att upprätta magasin åt trupperna från Finland och var durchmarschkommissarie i pernauska kreten. Våren 1701 var han fältkommissarie vid de svenska trupperna i Estland och förrättade även fältbokhållar- och överkrigskommissariebefattningarna. Vid Narvas kapitulation blev han rysk krigsfånge, och fungerade på grund av sina språkkunskaper som ekonomisk ombudsman för de övriga fångarna. Henning Rudolf Horn af Rantzien sände honom 1708 att låna medel till fångarnas underhåll. Den första tiden hölls han i Moskva, men sändes 1712 till Tobolsk med sin familj och Carl Piper begärde 1714 permission för Duncan för att han skulle få möjlighet att resa till Moskva för att ordna vissa affärer.
Vid freden 1721 befann sig Duncan i Reval; han var då tydligen utfattig, för i ett brev till Kunglig Majestät 1723 då Duncan befanns sig i Stockholm meddelar han att han varit tvungen att lämna kvar sin familj i Reval då han inte hade råd att föra med dem till Stockholm. Han utsågs samma år till krigskommissarie, och blev 1724 postkommissarie i Taskula vid ryska gränsen. 1727 erhöll han postdirektörs karaktär. Som postkommissarie hade han inte bara till uppgift att ombesörja postgången utan även att övervaka resande över gränsen och utfråga resande och rapportera om nyheter från Ryssland. Han hade även till uppgift att vidarebefordra ryska trycksaker och företog även resor in i Ryssland, bland annat bevistade han Peter den stores begravning 1725.
1739 ansökte Gustaf Duncan om introduktion på svenska riddarhuset med hänvisning till släktens påstådda skotska adliga härkomst. Någon sådan fick han dock inte. Han ägde omfattande jordområden i norra Karelen.